# Mercedes-Benz R-Клас
Mercedes-Benz R-Клас (від нім. Reise-Klasse) — серія мінівенів преміум сегменту, що вироблялася німецьким концерном Daimler AG у 2005—2017 роках.

## Опис

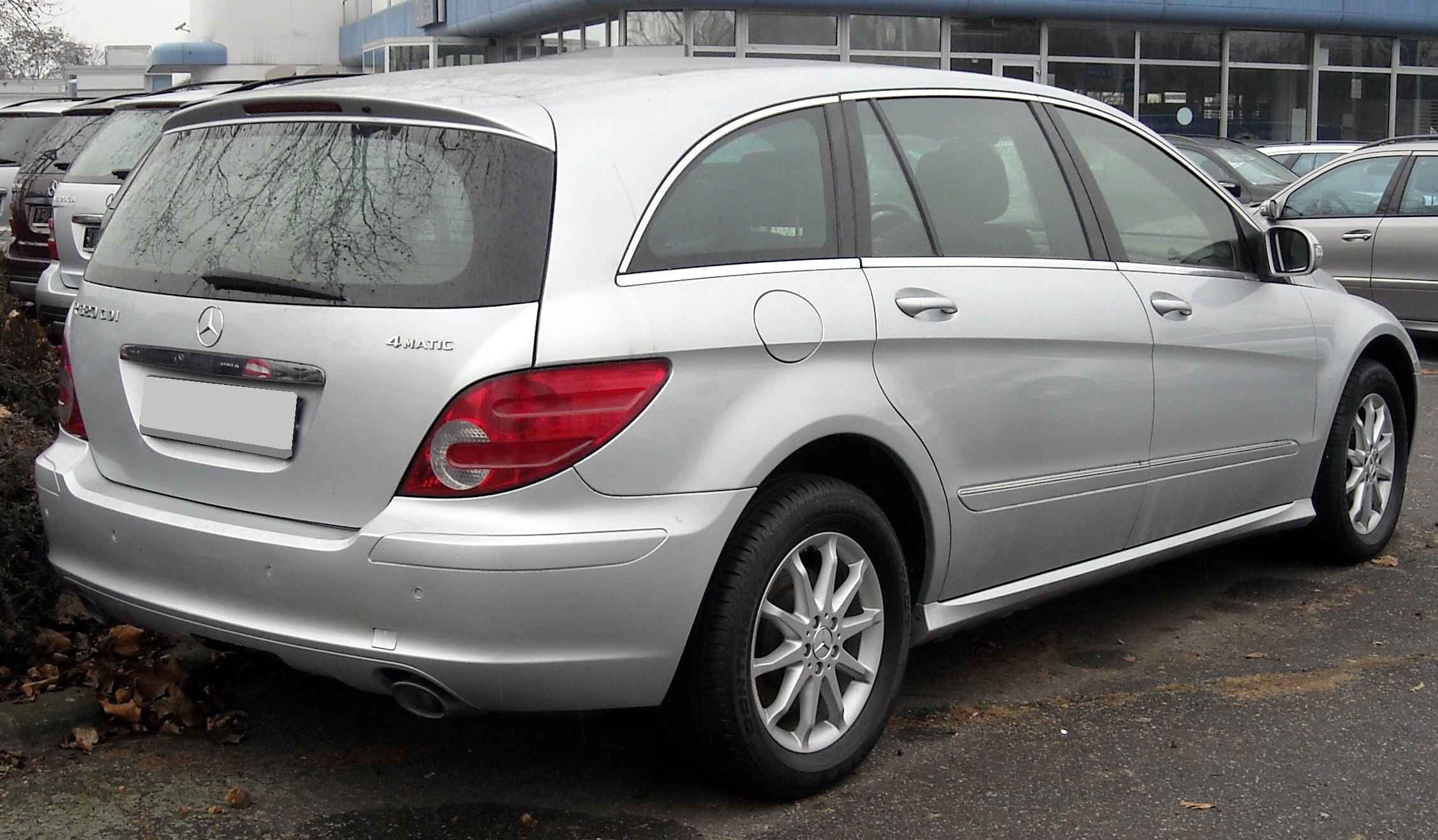
Mercedes-Benz R-Клас (2005—2007)

Модель вперше була представлена як концепт Vision GST (Grand Sports Tourer) в 2002 році на автосалоні в Детройті. Передсерійна версія була показана в 2005 році на Франкфуртському і Нью-Йоркському автосалонах.
R-клас представляє перший повнорозмірний багатоцільовий автомобіль, коли-небудь випущений компанією Mercedes-Benz. Форма кузова серії вважається синтезом мінівена, універсала і позашляховика. R-клас позиціонується концерном-виробником як спортвен. Автомобіль пропонується в декількох варіантах колісної бази (класична і подовжена).
R-клас побудований на платформі W251, і до 2015 року збирався на заводі в Тускалусі, штат Алабама (США), після чого виробництво було передано на завод AM General у Індіані. В ієрархії класів торгової марки Mercedes-Benz автомобіль розташовується між ML-класом і GL-класом.
У 2010 році R-клас був серйозно оновлений. У 2013 році продажі автомобіля припинені у всіх країнах, крім Китаю, де на автомобіль зберігається невеликий, але стійкий попит. В даний час випускається тільки довгобазна версія з повним приводом і шестициліндровими двигунами (R 320 і R 400).

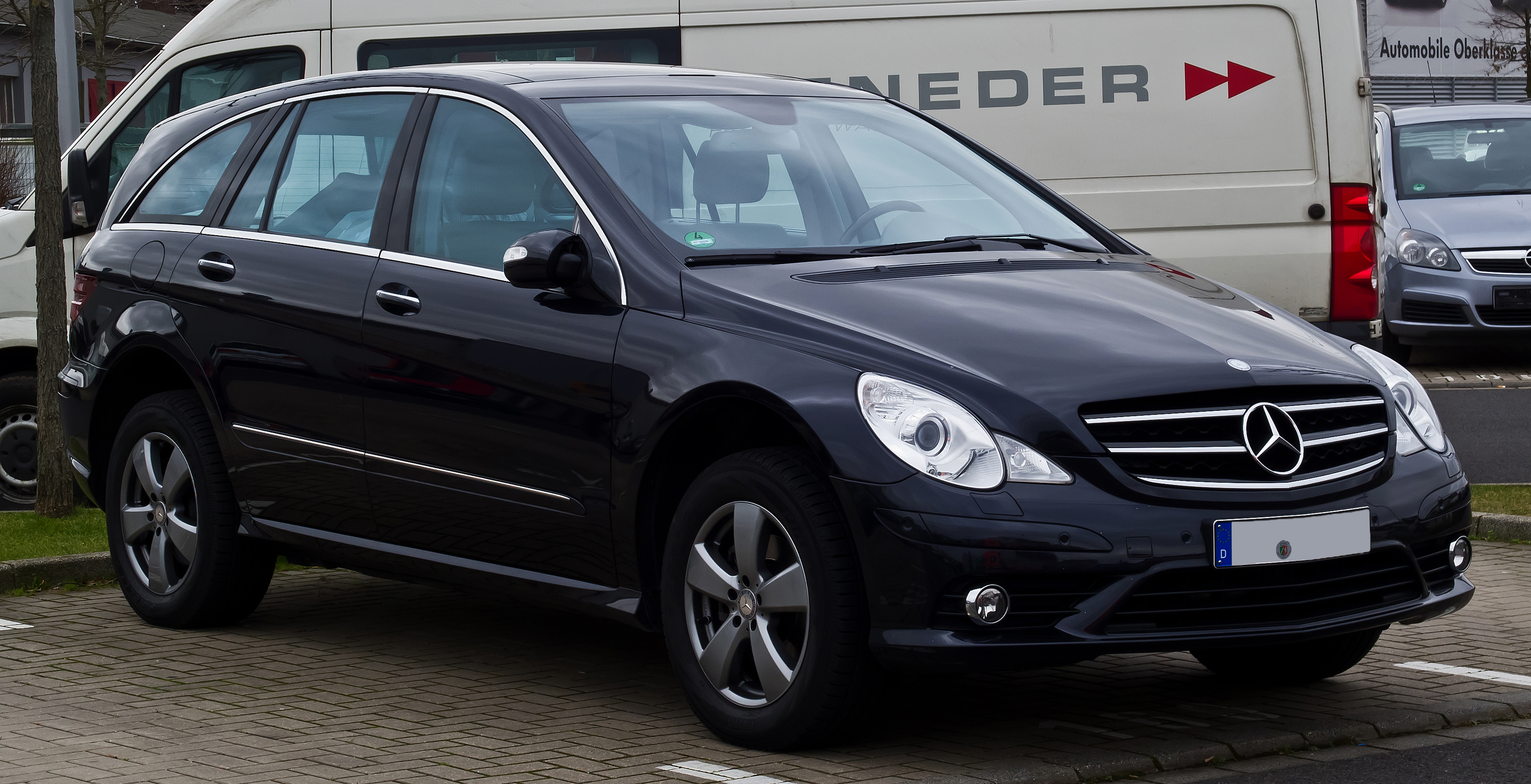
Mercedes-Benz R-Клас (2007-2010)
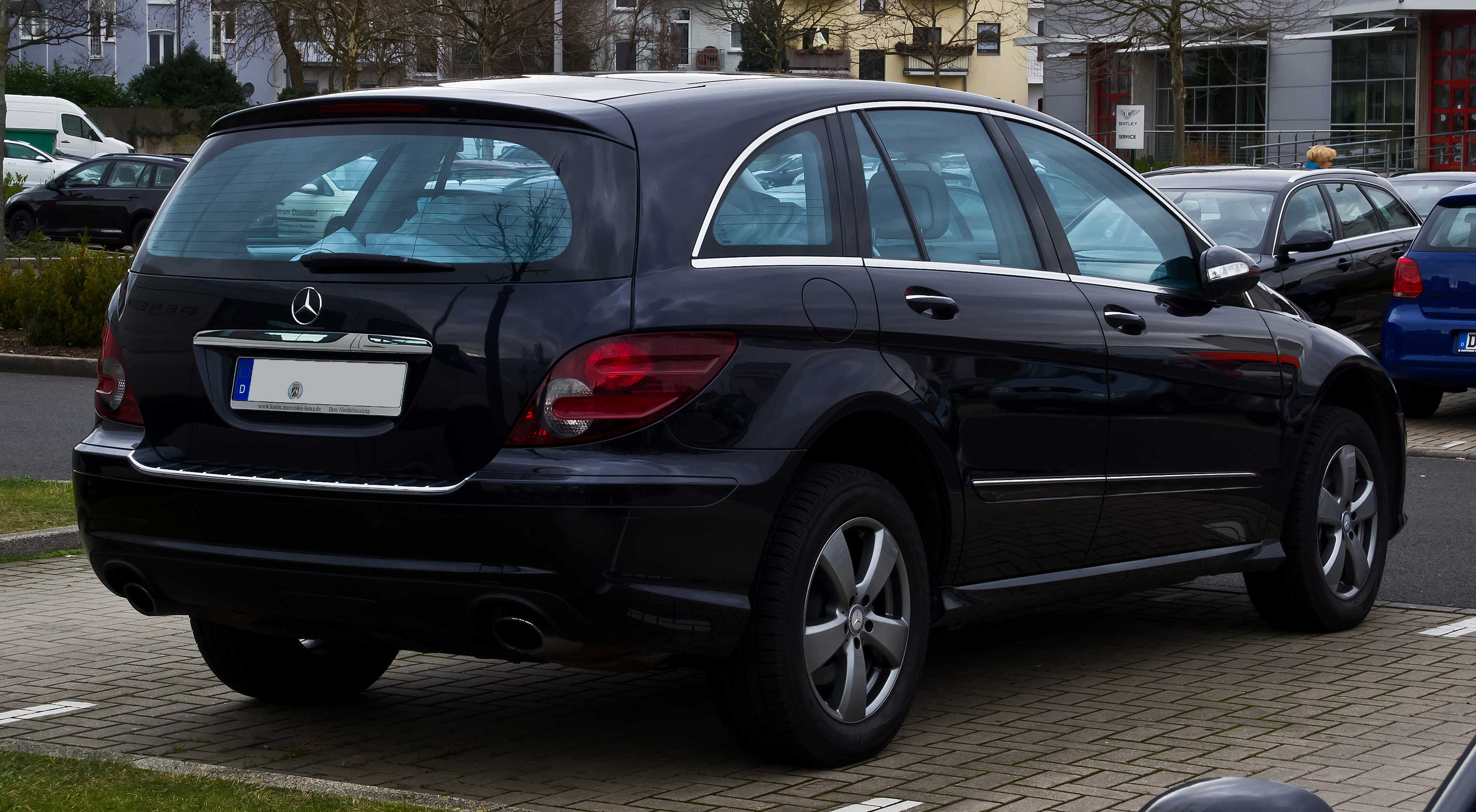
Mercedes-Benz R-Клас (2007-2010)
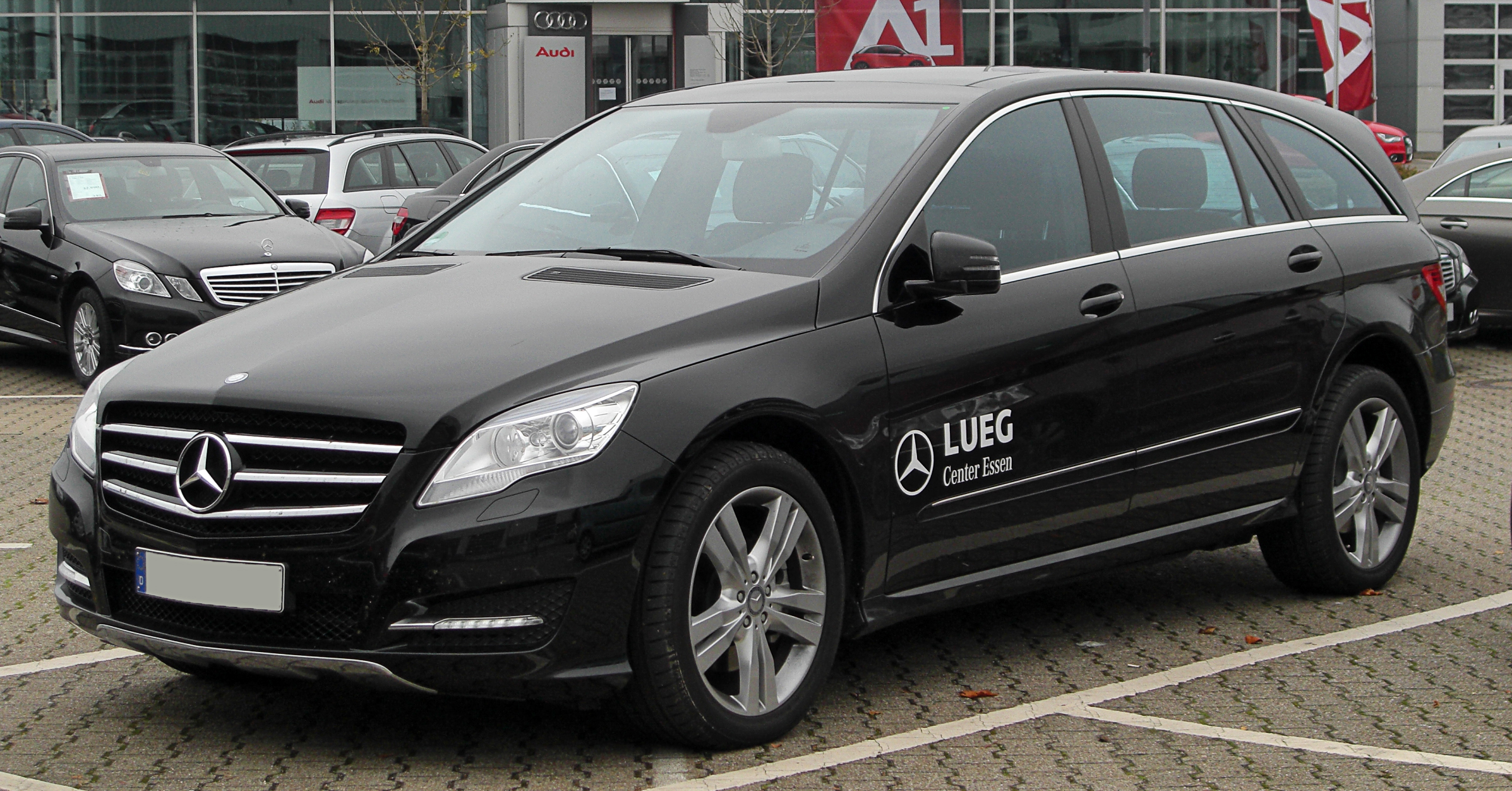
Mercedes-Benz R-Клас (з 2010)
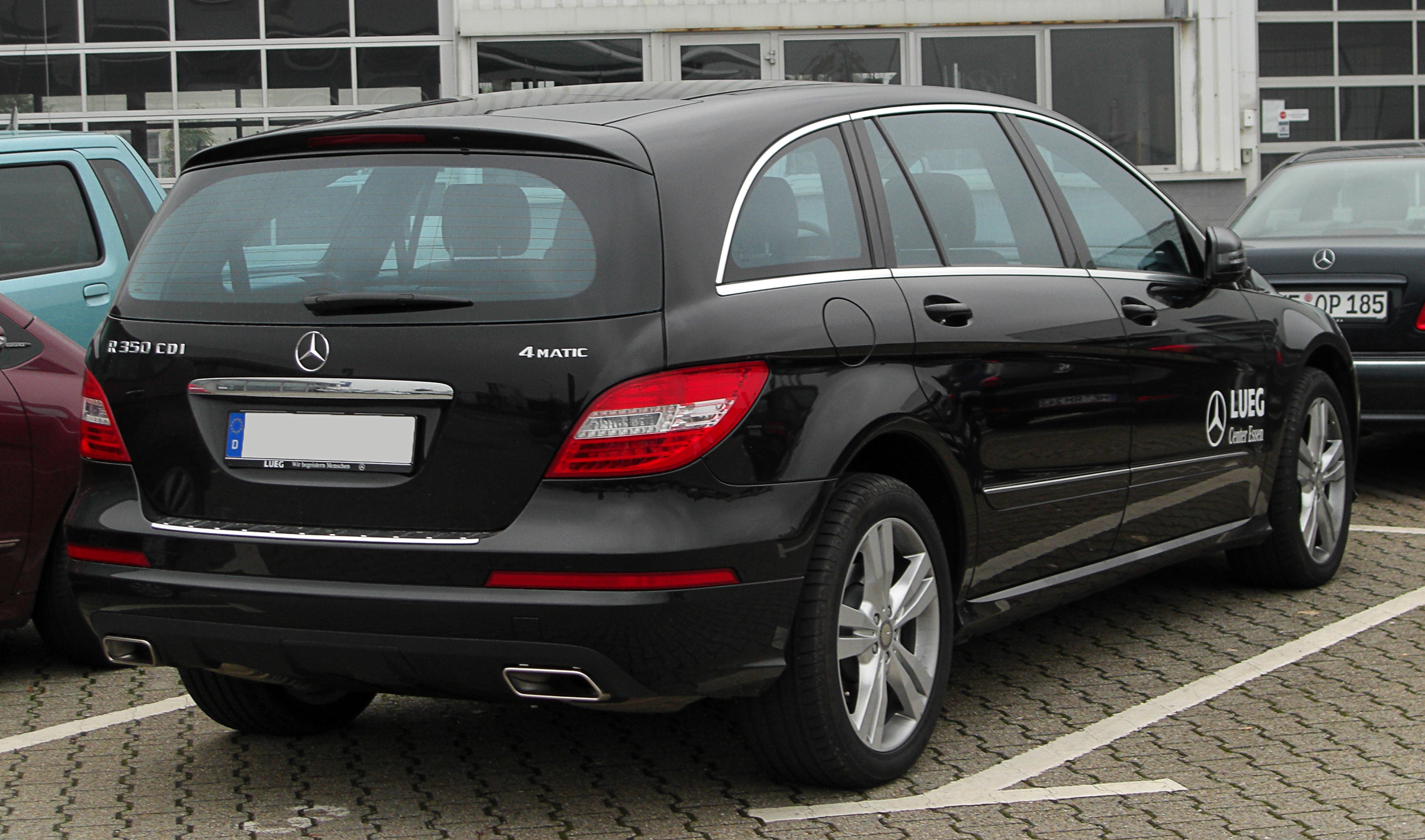
Mercedes-Benz R-Клас (з 2010)

## Двигуни
| Модель                     | Двигун           | Потужність |
| Дизель                     | Дизель           | Дизель     |
| -------------------------- | ---------------- | ---------- |
| R 280 CDI                  | 3.0 л V6         | 190 к.с.   |
| R 320 CDI                  | 3.0 л V6         | 224 к.с.   |
| R 350 Bluetec              | 3.0 л V6         | 213 к.с.   |
| R 350 CDI                  | 3.0 л V6         | 265 к.с.   |
| Бензин                     |                  |            |
| R 280                      | 3.0 л V6         | 231 к.с.   |
| R 350                      | 3.5 л V6         | 272 к.с.   |
| R350 4MATIC BlueEFFICIENCY | 3.5 л V6         | 306 к.с.   |
| R400 4MATIC Long           | 3.0 л V6 Biturbo | 333 к.с.   |
| R 500                      | 5.0 л V8         | 306 к.с.   |
| R 500                      | 5.5 л V8         | 388 к.с.   |
| R 63 AMG                   | 6.2 л V8         | 510 к.с.   |

## Продажі
| Рік  | США    |
| ---- | ------ |
| 2005 | 4,959  |
| 2006 | 19,168 |
| 2007 | 13,031 |
| 2008 | 8,733  |
| 2009 | 2,825  |
| 2010 | 2,937  |
| 2011 | 4,102  |
| 2012 | 3,896  |